# Satan 550
Satan 550 je český motocykl, vyráběný od roku 1929 pražskou strojírenskou firmou Šikýř–Rott. Jeden z dochovaných exemplářů se nachází ve sbírkách Národního technického muzea v Praze.
Motocykl nebyl vyráběn sériově, ale pouze dílensky na zakázku po předchozí objednávce. Byl inzerován jako robustní vozidlo konstruované s ohledem na špatný stav československých komunikací.

## Technické parametry
- Rozvod motoru a ostatní pohyblivé části jsou uloženy na válečkových a kuličkových ložiskách
- Hlava válce: je hliníková, odnímatelná
- Mazání motoru: splachovací automatické
- Rám dvojitý: trubkový, šroubovaný ze čtyř hlavních částí
- Vidlice dvojitá: pevná část soustružená plná a velmi odolná. Přední část je trubková a pohyblivá opatřena hlavními nosnými pery a uvnitř tlumicími protipery. Tato vidlice nezpůsobuje vibrace ve vyšších rychlostech a zaručuje klidné a bezpečné vedení stroje
- Nádržka: 2,5 l oleje
- Maximální rychlost: 108 km za hodinu
- Spotřeba: 4 litry na 100 km

## Fotogalerie

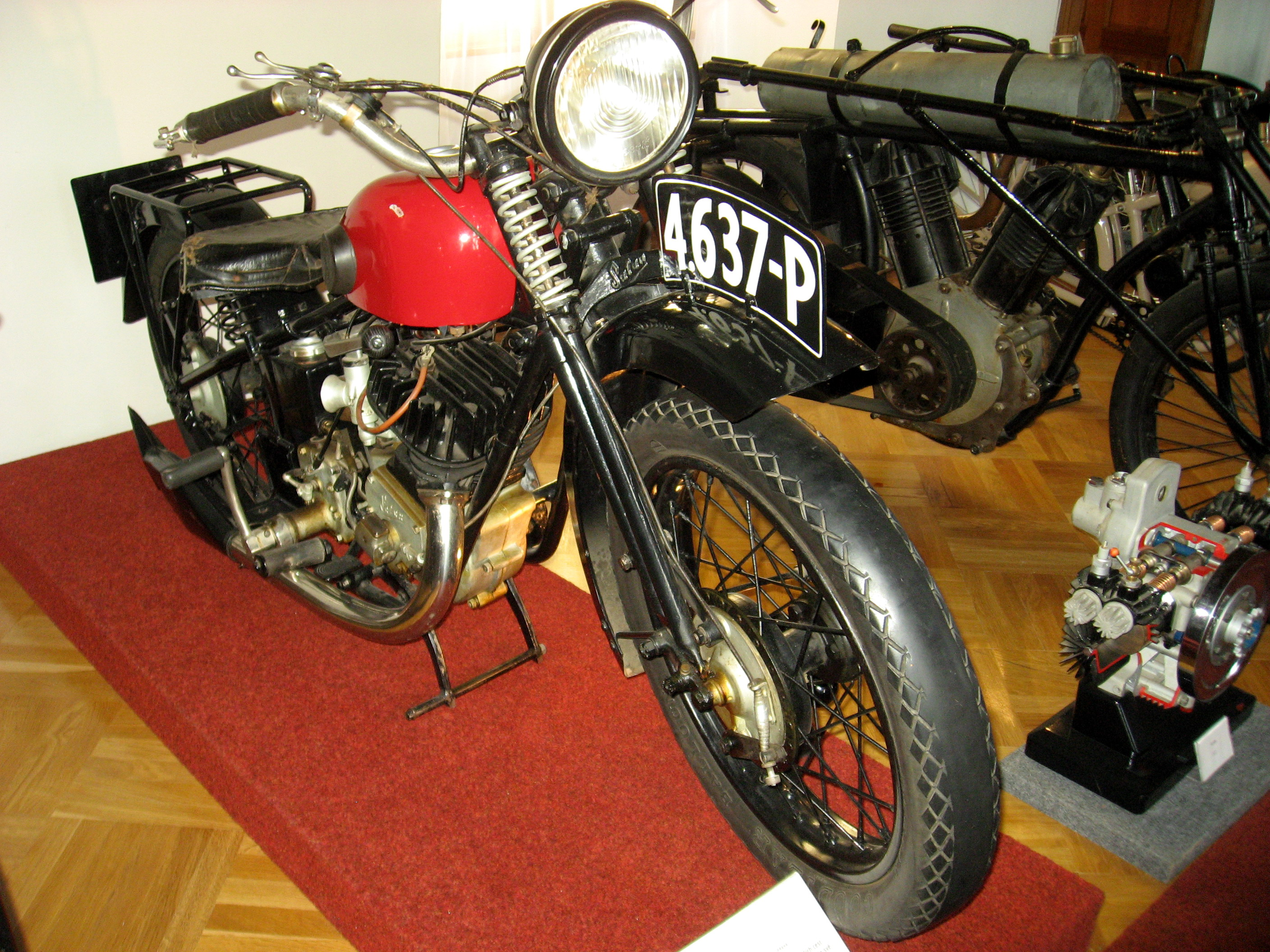
Satan 550
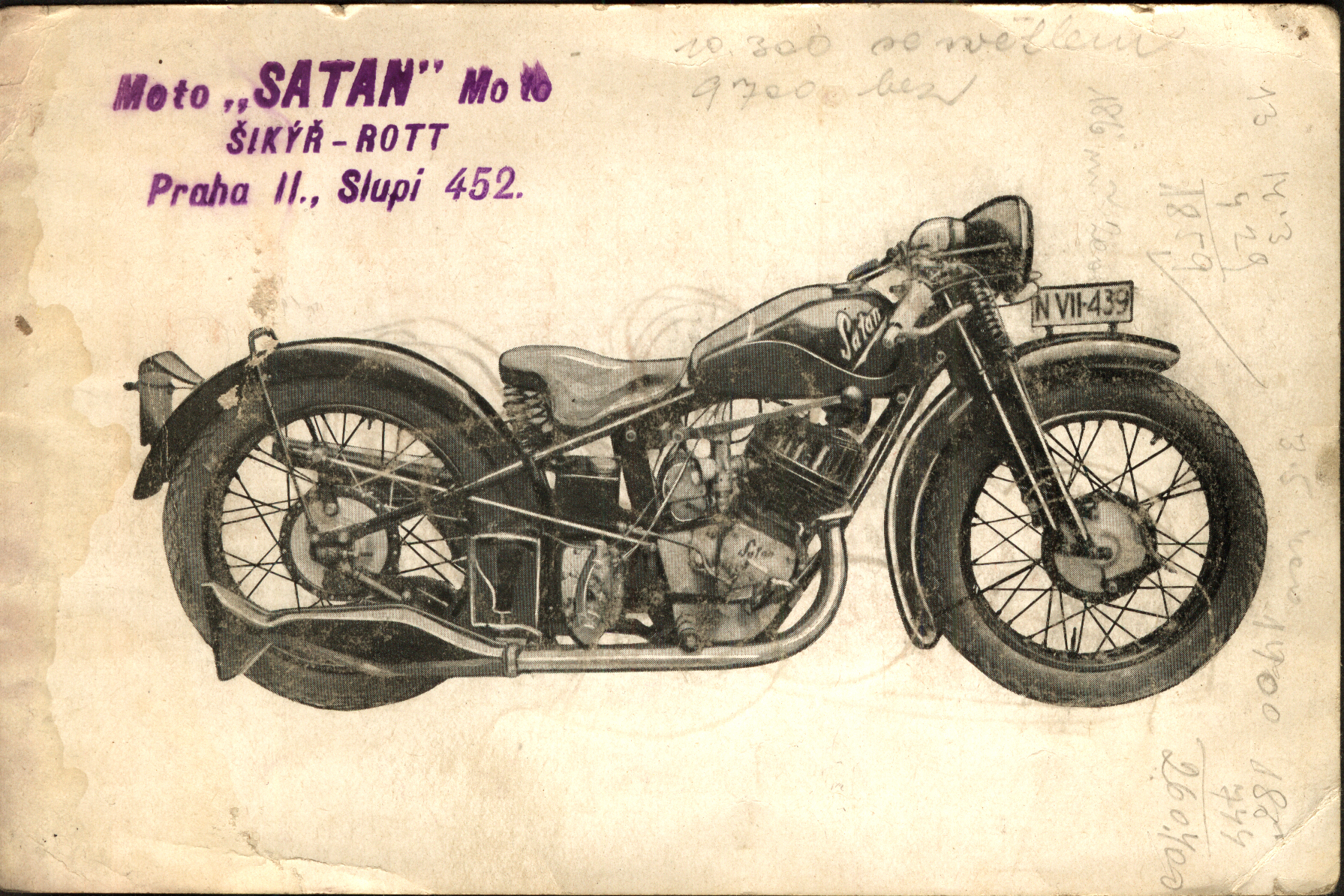
Dobový propagační materiál
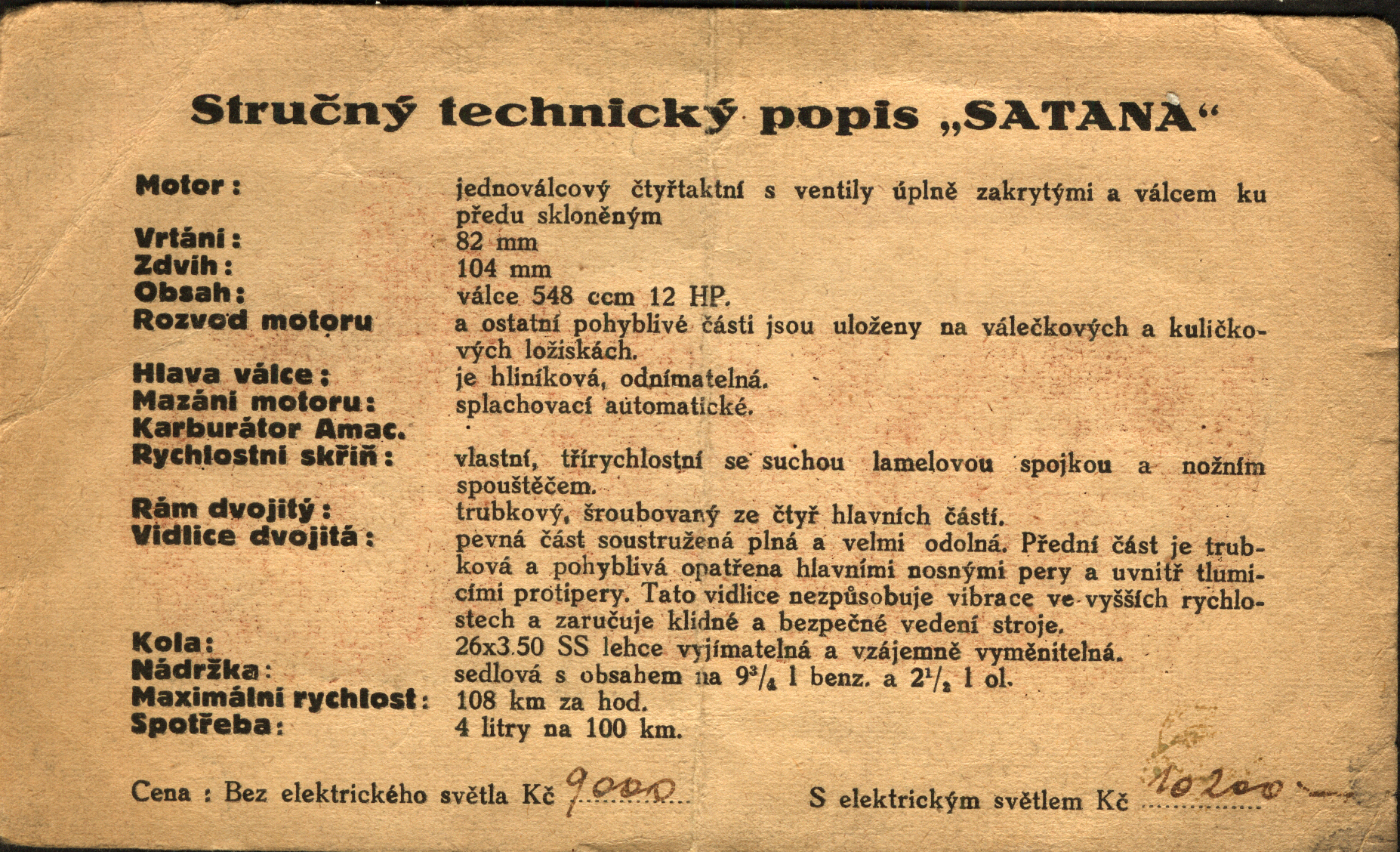
Stručný technický popis